# Epidendrum sculptum
Epidendrum sculptum är en orkidéart som beskrevs av Heinrich Gustav Reichenbach. Epidendrum sculptum ingår i släktet Epidendrum och familjen orkidéer. Inga underarter finns listade i Catalogue of Life.

## Bildgalleri

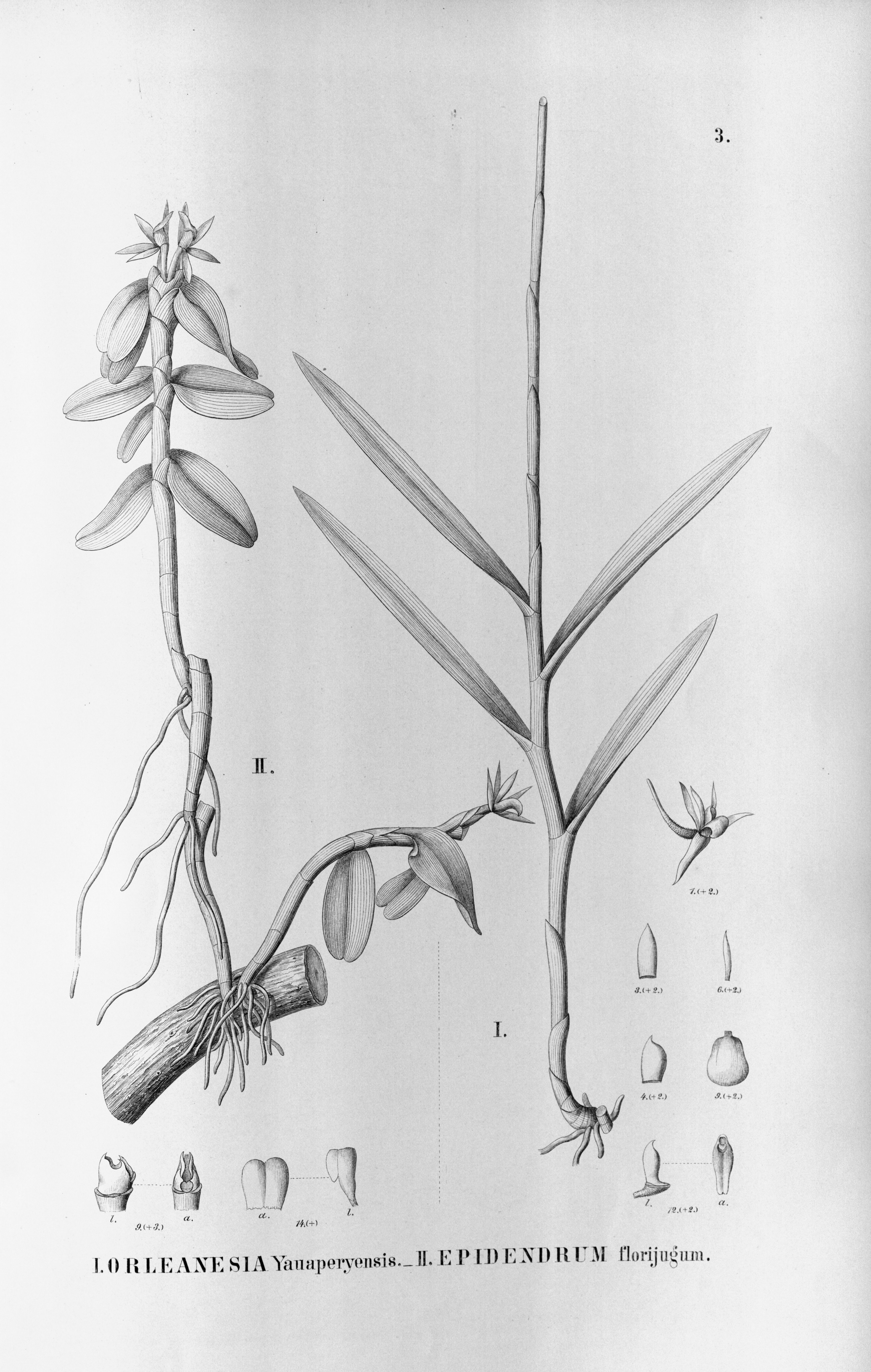